# Vahdettin-Pavillon
Der Vahdettin-Pavillon (türkisch Vahdettin Köşkü), auch Çengelköy Pavillon (türkisch Çengelköy Köşkü), war ein villenähnlicher osmanischer Palast in Istanbul. Das Gebäude wurde für den Kronprinzen (Şehzade) Mehmed Vahdettin erbaut, der später als Sultan Mehmed VI. regierte. Das Gebäude wurde mit den Nebengebäuden 2013 abgerissen und durch einen ähnlichen Nachbau gleichen Namens ersetzt, obwohl das Gebäude seit 1984 unter Denkmalschutz stand.

## Lage
Die heutige Residenz liegt mit ihrem rund 50 Hektar großen Grundstück im Stadtviertel Çengelköy des Istanbuler Stadtbezirks Üsküdar auf der asiatischen Seite der Stadt auf einem kleinen Hügel über dem Bosporus. Neben dem ursprünglichen Anwesen befanden sich noch der Old-Köçeoğlu-Pavillon, der Kadın-Efendi-Pavillon, der für die Ziehmutter Mehmeds erbaut wurde, und die Ağalar-Villa auf dem Grundstück. Die Geländeterrasse ist einer der wenigen Orte, an denen man nahezu den kompletten Bosporus überblicken kann.

## Geschichte
Der kleine Palast wurde nach Plänen des französisch-osmanischen Architekten Alexandre Vallaury auf Geheiß des Sultans Abdülhamid II. von dem Baumeister Süleyman errichtet. Das Gelände mit einigen Villen darauf hatte der Sultan zuvor für seinen Sohn erworben, der allerdings früh starb. Der Sultan schenkte das Gebäude daraufhin seinem Bruder Mehmed Vahdettin, der dort bis zu seiner Inthronisation im Jahr 1918 lebte. Als er im Jahr 1922 zur Abdankung gezwungen wurde und das Land verlassen musste, schenkte er den Besitz seiner Konkubine. Das riesige Grundstück wurde parzelliert und an Dritte verkauft.
Im Jahr 1988 regte der türkische Ministerpräsident Turgut Özal an, das Gebäude zu einem Altersheim für Bedienstete des Amtes des Ministerpräsidenten auszubauen. Die Sanierungsarbeiten endeten mit dem Tod von Özal im Jahr 1993, die Geldmittel wurden eingestellt. Das Gebäude stand fortan leer. Im Jahr 2007 ging der Besitz vom Ministerium für Kultur und Tourismus an das Generaldirektorat für Stiftungen über, welches es dem Ministerpräsidenten zuwies.
Der damalige Ministerpräsident und heutige Präsident Recep Tayyip Erdoğan ordnete den Neubeginn der Restaurierungsarbeiten an. Alle Gebäude wurden abgerissen. Bei der Rekonstruktion wurde nicht auf architektonischen Details geachtet. Drei benachbarte historische Herrenhäuser aus Holz wurden ebenfalls abgerissen und ebenso wieder aufgebaut, ohne dass dabei die ursprünglichen Entwürfe berücksichtigt wurden. Die neuen Gebäude ähneln den ursprünglichen nur oberflächlich und wurden nach Plänen des Architekten Sinan Genim errichtet. Die Istanbuler Architektenkammer kritisierte den Abriss und Neubau des denkmalgeschützten Kulturguts als „großen Fehler“.
Für den Landschaftsbau wurde 2013 eine Fläche von 4000 m² per Regierungserlass verstaatlicht. Während des Ramadan 2014 wurden die Bewohner von 14 benachbarten Häusern vertrieben. Hunderte Bäume wurden um die Gebäude herum gefällt, ein Hubschrauberlandeplatz angelegt und eine hohe Mauer um das Gelände errichtet.
Die Umbauarbeiten wurden im August 2014 abgeschlossen. Der Vahdettin-Pavillon wurde bis zur Auflösung des Amtes nach der Umsetzung einer Verfassungsreform vom Ministerpräsidenten genutzt und dient als Gästehaus der Republik Türkei und für Staatsempfänge.
Auf dem Gelände liegen ein Gewächshaus, ein Zierteich, ein Hubschrauberlandeplatz und eine Großgarage. Der Wald um die Residenz besteht aus Pinien, Linden, Eichen, Libanon-Zedern, Lorbeer und Judasbäumen.

## Architektur
Der Neubau des Gebäudes weist kaum Ähnlichkeiten mit dem alten Gebäude auf. Der ursprüngliche Vahdettin Köşkü war ein niedriger zweigeschossiger Holzbau mit Elementen europäischer und osmanischer Architektur. Bekannt war das Gebäude für seinen weithin sichtbaren Turm mit Zwiebelhaube.